# Kamuran Yavuz
Mehmet Kamuran Yavuz (* 30. Dezember 1947 in Tekirdağ) ist ein ehemaliger türkischer Fußballspieler und -trainer. Durch seine langjährige Tätigkeit und der errungenen Erfolge für Eskişehirspor wird er sehr stark mit diesem Verein assoziiert. Von Fan- und Vereinsseiten wird er als einer der bedeutendsten Spieler der Klubgeschichte aufgefasst. So ist er mit 199 Erstligaeinsätzen für Eskişehirspor nach Spielern wie İsmail Arca (418), Burhan İpek (293) und Bilal Arular (250) auf der Liste der Spieler mit den meisten Süper-Lig-Einsätzen der Vereinsgeschichte an 7. Stelle.

## Spielerkarriere

### Verein
Die Anfänge der Fußballkarriere von Yavuz sind nicht näher dokumentiert. Bis ins Jahr 1965 spielte er für den örtlichen Fußballklub Eskişehir Gençlik. 1965 wurde in Eskişehir der Verein Eskişehirspor gegründet und für die Teilnahme an der 2. Futbol Ligi, der erst vor zwei Jahren neu eingeführten zweithöchsten türkischen Spielklasse, angemeldet. Da dieser Verein die Stadt Eskişehir repräsentieren sollte, wurden alle Talente der kleineren Klubs an diesen Verein weitergereicht. So wechselte auch Yavuz zu Eskişehirspor und zählte damit zum Gründungskader des Vereins. Bereits in der ersten Saison erreichte die Mannschaft die Meisterschaft der 2. Liga und damit den Aufstieg in die 1. Lig. Als Zweitligameister trat die Mannschaft im Sommer 1966 im Premierminister-Pokal gegen Trabzon İdmanocağı an, gewann dieses Spiel 1:0 und holte damit bereits in der ersten Saison der Klubgeschichte den zweiten Titel.
Die ersten beiden Saisons in der höchsten türkischen Spielklasse verliefen für Yavuz erfolgreich. Er absolvierte einerseits nahezu alle Pflichtpartien und andererseits spielte er für die türkischen U-18-Nationalmannschaft. Seine Mannschaft belegte den achten bzw. den neunten Tabellenplatz und fiel als Mannschaft nicht weiter auf. In der dritten Erstligasaison, der Saison 1968/69, erreichte Eskişehirspor völlig überraschend die Vizemeisterschaft der 1. Lig. Bis zu dieser Saison entschieden die drei großen Istanbuler Vereine Beşiktaş, Fenerbahçe und Galatasaray die türkische Meisterschaft bzw. die Vizemeisterschaft unter sich. Dieser Erfolg war bis dato der größte einer anatolischen Mannschaft im türkischen Fußball. Nach dieser Meisterschaft etablierte sich das Team als feste Größe im türkischen Fußball und erreichte in den nächsten beiden Spielzeiten erneut die türkische Vizemeisterschaft. In der Spielzeit 1969/70 wurde auch das Finale des türkischen Fußballpokals erreicht, aber dies gegen Göztepe Izmir verloren. Die Spielzeit 1970/71 belegte Yavuz' Team in der Liga zwar den Vierten Platz konnte, jedoch wurde diesmal der türkischen Fußballpokal und der türkischen Supercup gewonnen. Yavuz kam in dieser Saison in nahezu allen Pflichtspielen seiner Mannschaft zum Einsatz. Die Saison 1971/72 beendete man erneut als Vizemeister. Eskişehir gehörte bis Mitte der 1970er Jahre zu den Topadressen im türkischen Fußball. Yavuz hatte über diese Periode als ein ständiger Stammspieler großen Anteil an diesen Erfolgen. Im Sommer 1974 beendete er schließlich seine Fußballspielerkarriere bei Eskişehirspor.

### Nationalmannschaft
Yavuz begann seine Karriere bei den türkischen Nationalmannschaften 1964 während seiner Zeit bei Eskişehir Gençlik mit einem Einsatz für die türkische U-18-Nationalmannschaft. Für die türkische U-18 spielte er bis ins Jahr 1966.
Im Herbst 1968 wurde er vom türkischen Nationalspieler Adnan Süvari im Rahmen eines Testspiels gegen die Bulgarische Nationalmannschaft in den Kader der türkischen Nationalmannschaft nominiert. In dieser Partie spielte er über die volle Spiellänge und gab somit sein A-Länderspieldebüt. In den nächsten drei Jahren zählte er dann zu den regelmäßig nominierten Spielern der A-Nationalmannschaft.
1969 nahm er mit der A-Nationalmannschaft am ECO-Cup teil und wurde mit seiner Mannschaft Turniersieger.
Am 17. Oktober 1970 traf er im EM1972-Qualifikationsspiel auswärts auf die deutsche Nationalmannschaft. In dieser Partie brachte er in der 14. Spielminute seine Mannschaft 1:0 in Führung und erzielte damit sein einziges Tor im Nationaltrikot. Die Partie endete schließlich 1:1.
Zwischen seinen A-Länderspieleinsätzen spielte auch Yavuz auch ein Mal für die türkische U-21-Nationalmannschaft.
Yavuz absolvierte sein letztes A-Länderspiel am 14. November 1971 in der Partie gegen die albanische Nationalmannschaft. Insgesamt kam er in 13 A-Länderspiel zum Einsatz und erzielte dabei einen Treffer.

## Trainerkarriere
Die Anfänge von Yavuz' Trainerkarriere sind kaum dokumentiert. Als erste dokumentierte Trainertätigkeit übernahm er ab Sommer 1989 bei seinem langjährigen Klub Eskişehirspor und assistierte dabei Milorad Mitrović als dessen Co-Trainer. Nachdem aber Mitrović im Februar 1989 Eskişehirspor verlassen hatte, übernahm Yavuz interimsweise das Amt des Cheftrainers und betreute den Verein etwa zwei Wochen lang. Anschließend übergab er die Position Arda Vural.
Zur Saison 1989/90 übernahm Yavuz dann den Istanbuler Zweitligisten Karagümrük SK als Cheftrainer. Zum Rückrundenstart trat er von seinem Amt als Trainer von Karagümrük zurück.
Im Oktober 1990 begann er beim Istanbuler Traditionsklub und amtierenden türkischen Fußballmeister Beşiktaş als Dolmetscher und Co-Trainer in Personalunion zu arbeiten und assistierte dem englischen Cheftrainer Gordon Milne. Zusammen mit den anderen Co-Trainer Bahattin Baydar arbeitete er die nächsten drei Jahre unter Milne. Da Yavuz auch in Pressekonferenzen als Milnes Dolmetscher agierte, Beşiktaş seinen Meisterschaftstitel zwei Mal verteidigen konnte, war der Klub in der türkischen Sportpresse allgegenwärtig. So war auch Yavuz als Dolmetscher oft präsent.
Nachdem Milne im Sommer 1993 nach misslungener Titelverteidigung Beşiktaş verlassen hatte, verließ auch Yavuz den Verein und übernahm den Erstligisten Gaziantepspor. Nach der 1:4-Auswärtsniederlage gegen Karşıyaka SK wurde Yavuz vom Vereinspräsidenten Celal Doğan entlassen. Im Dezember des gleichen Jahres übernahm er den Ligarivalen MKE Ankaragücü und betreute ihn bis zum Saisonende.
Zur neuen Saison wurde er beim Erstligisten Kayserispor als neuer Cheftrainer vorgestellt. Bei diesem Verein wurde er im November 1994 durch Nevzat Güzelırmak ersetzt. Yavuz hingegen wurde im März des nächsten Jahres Cheftrainer beim Ligarivalen Vanspor.nahm er den Zweitligisten Çanakkale Dardanelspor. Mit diesem Klub führte er über die ganze Saison die Tabelle der Liga an. Nachdem er Klub am vorvorletzten Spieltag der Saison auswärts gegen Diyarbakırspor 0:1 verloren hatte, erklärte Yavuz seinen Rücktritt. Als seinen Nachfolger wurde Raşit Çetiner gehandelt. Laut einigen Quellen hat Yavuz die Saison dann doch mit Dardanelspor beendet, die Mannschaft am Saisonende zur Meisterschaft der 2. Futbol Ligi und damit zur ersten Teilnahme an der 1. Lig, der höchsten türkischen Spielklasse geführt. Zur nächsten Saison wurde er dann von Çetiner abgelöst.
Nach seinem Abschied von Dardanelspor übernahm Yavuz seinen früheren Verein, den Zweitligisten Eskişehirspor, als Cheftrainer und verließ diesen wieder im September 1996. Im März 1997 wurde er dann beim Zweitligisten Elazığspor Cheftrainer. Diesen Verein verließ er zum Saisonende. Im nachfolgenden trainierte er der Reihe nach mehrere Zweit- und Drittligisten.
Nachdem Yavuz seit 2004 nicht mehr als Trainer gearbeitet hatte, begann er ab dem Sommer 2013 bei Eskişehirspor als Nachwuchstrainer zu arbeiten.

## Erfolge

### Als Spieler
Mit Eskişehirspor
- Meisterschaft der TFF 1. Lig und Aufstieg in die Süper Lig: 1965/66
- Türkischer Vizemeister: 1968/69, 1969/70, 1971/72
- Türkischer Pokalsieger: 1970/71
- Türkischer Pokalfinalist:Türkiye Kupası 1969/70
- Präsidenten-Pokalsieger: 1971
- Premierminister-Pokalsieger: 1966, 1972

Mit der türkischen Nationalmannschaft
- RCD-Pokalsieger: 1969

### Als Trainer
Mit Çanakkale Dardanelspor
- Meisterschaft der TFF 1. Lig und Aufstieg in die Süper Lig: 1995/96